# Gribblaren
Gribblaren är en fiktiv karaktär i PC-spelet Den längsta resan från 1999. Gribblaren är ett slags monster i Arkadien (en fiktiv plats) som bor i skogen, välkänd av invånarna i närheten som "skogens terror". Hon lurar hem både människor och djur hem till sig genom att låtsas vara en gammal gumma som har ramlat (hon klär sig i ett slags kåpa med en huva). Därefter erbjuder hon sig att bjuda dem på en god middag - men äter i själva verket upp dem.